# Akitai Miasszonyunk

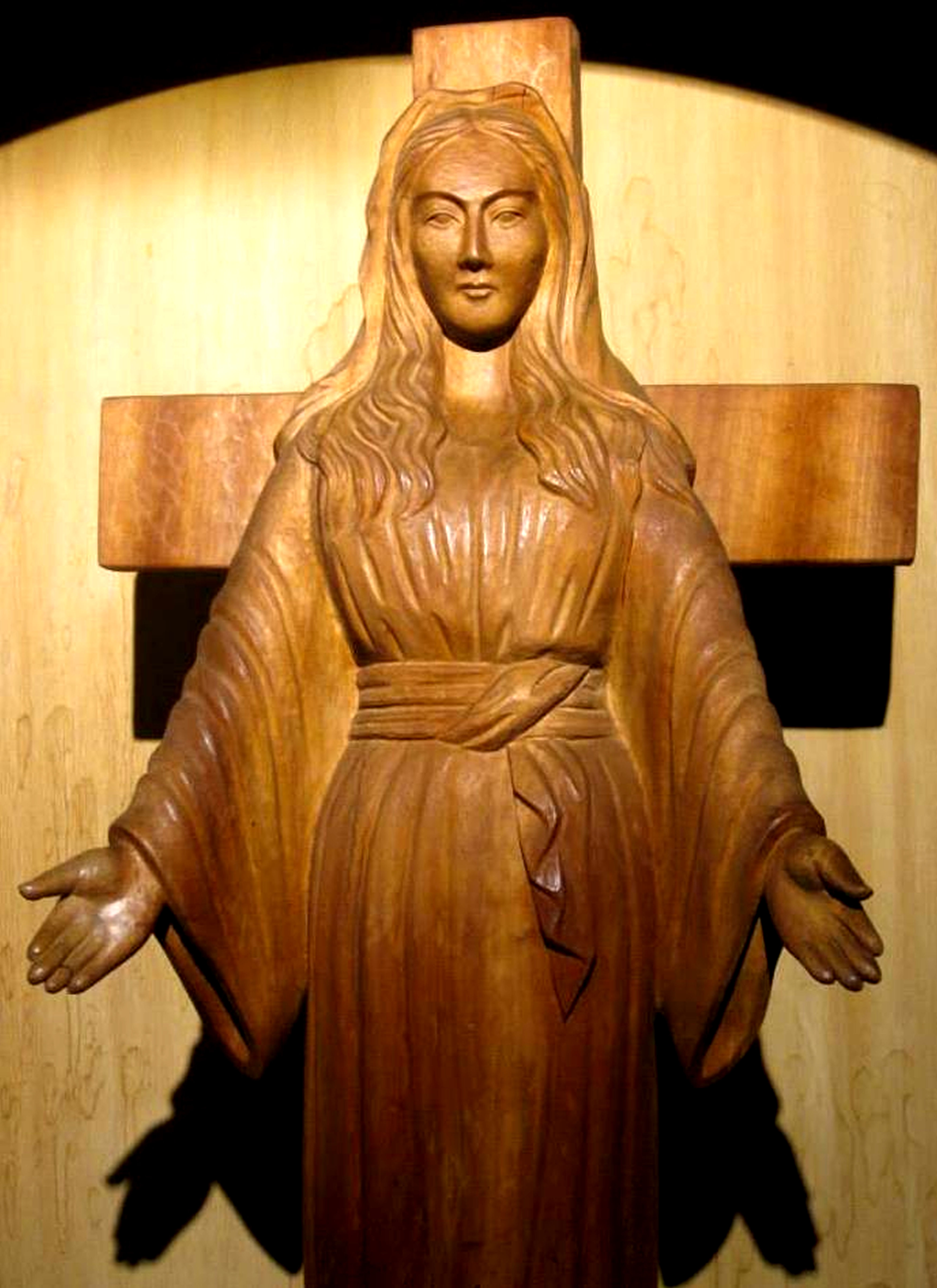
Akitai Miasszonyunk

Az akitai Miasszonyunk egy Szűz Mária-jelenés, amelyet a katolikus egyház elismert.

## A helyszín
Szaszagava Ágnes
Szaszagava Ágnes 1930-ban született.1973. május 12-én belép a Legméltóságosabb Oltáriszentség Szolgálóinak Intézményébe. 1973. június 12-én erős fényt lát az oltár felől. 1973 júniusában stigmát kap, csütörtökön kezdődik a fájdalom és péntek, szombaton bal kezén vérző keresztet talál. Július 6-án a szobor beszél hozzá, mely fényességet áraszt. Július 26-án angyal ígér a sebbel kapcsolatban.
1974. május egy angyal azt ígéri átmenetileg visszakapja hallását, majd később meggyógyul. 1974. október 13 Ágnes ideiglenesen visszakapja hallását. 1975. december Az angyal újra megjelenik. Szeptember 28. Az angyal arra kéri olvassa el a Teremtés könyvéből a 3.15 részt a Bibliából.
Akita a Japán-tenger északi partvidékén fekszik, Honsú szigetén Japánban. A Legméltóságosabb Oltáriszentség Szolgálóinak Intézménye Akitától hat kilométerre található egy Juzavadai nevű dombon. Női szerzetesház közösségét az Isteni Ige Társasága (SVD) vezeti. A tagok között van Szaszagava Ágnes, aki siket.

## Szobor könnyezés
1975. január 4. és 1981. szeptember 15. között összesen százegyszer könnyezett a szobor. A Niigatai egyházmegye püspöke négy alkalommal látta ezt, és egyszer megízlelte a folyadékot, melyet sósnak talált.
- A Szűz Mária szobor jobb kezének vérzése.
- Szobor izzadás, mely kellemes szagot árasztott
- Könny folyik a szobor szemeiből
- Természetfeletti közrehatás

## Vizsgálatok
- Itó John Sódzsiró, Niigata püspöke nyugdíjazása alkalmával pásztorlevélben foglalja össze a vizsgálatot 1984. április 22-én. Mivel ilyen esettel még nem volt dolga. 1975-ben Vatikánba utazott, felkereste a Hittani Kongregációt, mit kell tennie, és tájékozódott hasonló esetekről. Msgr. Hamer felvilágosította, hogy a területi püspöknek kell kivizsgálni az esetet. Visszautazás után felkérte a tokiói érsekséget, hogy vizsgáltassa ki. De ők nem voltak abban a helyzetben, hogy a természetfeletti eseményről nyilatkozhassanak. Egyúttal nyilvánosan kijelentette, hogy ameddig tart a vizsgálat tartózkodjanak a zarándoklattól. 1979-ben újabb vizsgálatot kért a Hittani Kongregációtól, hogy alaposabban vizsgálhassák. Amikor 1983-ban rákérdezett (1982-ben megszűntek a jelenségek), azt válaszolták a Kongregációban megbízott személyek, hogy még vizsgálják az ügyet.
- 1975. januárban laboratóriumba viszik a könnyeket és a vért. Szagiszaka, az Akitai Egyetem orvos karának törvényszéki professzora tudományosan megvizsgálta a szobor könnyeit, és arra a megállapításra jutott, hogy valóban emberi könnyekről van szó. A vérről is bebizonyosodott, hogy emberi vér jött a szoborból.
- Három verziót tartottak szem előtt:

1. Egy emberi lény rendkívüli erőinek tulajdonítható. Ebben az esetben Szaszagawa asszony működésbe hozza paranormális erőit, és a könnyezést átviszi a szoborra.
2. Ördögi mesterkedés. Ha így volna - érvelt a püspök -, akkor az kedvezőtlenül hatott volna a közösségre, de ellenkezőleg, a hívők száma nőtt. Egy koreai asszony agydaganatból való hirtelen meggyógyulása is akkor következett be amikor koreai papok az ő felgyógyulásáért imádkoztak az akitai Miasszonyunkhoz. A püspök maga utazott el Szöulba, hogy találkozzon a felépült beteggel. Szaszagawa asszony a teljes siketségből 1982. május 30-án gyógyul ki az Oltáriszentség imádása közben.
3. Természetfeletti közrehatás
Joseph Ratzinger bíboros a jelenséget megbízhatónak találta és 1988 júniusában hitelt érdemlőnek találta.

## Üzenetek
Augusztus 3-án a szobor beszél figyelmeztetőleg egy nagy büntetésről. Szeptember 29. Vérzés eláll, de könnyek jelennek meg a szobor arcán. Október 13. A jelenés jövőben nagy nagy vízáradatot és tűzesőt jósol, és hogy az ördög beszivárog az egyházba.
Mindezek a világ meg nem térése miatt vannak, és azért, mert nem tartanak bűnbánatot az emberek. Amit tehet ez ellen a hívő a szüntelen rózsafüzér ima.

## További magyarázatok
Japán történetének legnagyobb földrengése és szökőára 2011. március 11-én volt. Az epicentruma mindössze 90 mérföldnyire a jelenés színhelyétől volt. A várost minimális kár érte, jórészt elkerülte a katasztrófát. A szökőárban 30 000 ember halt meg.